# Guillermo Mann
Guillermo Teófilo Federico Mann Fischer (Santiago, 6 de noviembre de 1919-ibídem, 7 de agosto de 1967) fue un Médico veterinario, zoólogo, naturalista y ecólogo chileno, reconocido por sus investigaciones científicas sobre mamíferos.

## Biografía
Guillermo Mann nació en Santiago, el 6 de noviembre de 1919. Realizó sus estudios en el Instituto Inglés y en el Liceo de Aplicación. Ingresó a la Universidad de Chile para estudiar Medicina Veterinaria y se recibió en 1943. Su memoria llevó por título «Mamíferos chilenos». De 1938 a 1939 estudió en la Universidad de Berlín.
Contrajo matrimonio con Lieselotte Wilcke Algenstaedt, con quien tuvo a su primogénito Guillermo. Luego contrajo segundas nupcias con la bióloga aracnóloga y profesora Hildegard Zapfe Cavanillas, con quien tuvo tres hijas: Leonor, Sofía y Diana y un hijo Arturo Mann Zapfe.
Desempeñó diversas actividades en la Universidad de Chile, el Ministerio de Agricultura, sociedades científicas e instituciones privadas. La citada universidad le permitió realizar actividades docentes, administrativas, de investigación y extensión desde que ingresó como alumno y permaneció en ella hasta el día de su muerte. En 1946 se le llamó a concurso de antecedentes y de oposición de zoología del Departamento de Biología de la Facultad de Filosofía y Educación y Guillermo Mann fue el elegido de entre los cuatro candidatos. A partir de ese momento gran parte de la enseñanza de la zoología para los profesores estuvo en sus manos hasta el día de su fallecimiento.
Fue Director del Centro de Investigaciones Zoológicas de la Universidad de Chile. En 1947 participó de la Primera Expedición Antártica Chilena. Publicó Biología de la Antártica Sudamericana en 1948, uno de los primeros libros de este tipo en el mundo. Fue también encargado de la Sección de Mamíferos del Museo Nacional de Historia Natural.
Falleció en Santiago, el 7 de agosto de 1967, a la edad de 47 años.

## Reconocimientos
- Base Doctor Guillermo Mann: Base científica antártica chilena de uso estival.